# Böhmenkirch
Böhmenkirch – miejscowość i gmina w Niemczech, w kraju związkowym Badenia-Wirtembergia, w rejencji Stuttgart, w regionie Stuttgart, w powiecie Göppingen. Leży w Jurze Szwabskiej, ok. 20 km na wschód od Göppingen, przy drodze krajowej B466.